# Oser (chanson)
Pour les articles homonymes, voir Oser.
Singles de Elsa Lunghini
Éternité (Juin 2005) Le Garçon d'étage (Janvier 2009)
Pistes de Elsa Lunghini
La Dernière des canailles
Oser est le 25e single d'Elsa Lunghini, extrait de l'album éponyme Elsa Lunghini. Pour l'occasion, Elsa utilise son nom de famille, que Claude Carrère, producteur de son premier disque T'en va pas, avait décidé d’amputer. Le succès qui suivit la fit rester Elsa pendant vingt-deux ans de chansons.
L’influence de Da Silva, qui a composé nombre de chansons et dirigé l’album après qu'Elsa l’eut contacté sur MySpace pour renouveler son répertoire, est sensible dès ce premier morceau. La chanson Oser est en effet à l'image de ce changement : des lignes de basses à la guitare qui scandent les morceaux, des instrumentations additionnelles audacieuses (électro) ou planantes pour des morceaux atmosphériques sur lesquels se promène la voix assagie de la chanteuse.

## Vidéo Clip
Un premier clip acoustique filmé par Ixtlan est disponible sur le site officiel de la chanteuse sur Dailymotion.
Un second, destiné aux médias, fut tourné dans une piscine montrant Elsa au bord d'un plongeoir regardant un homme effectuer des plongeons. Le réalisateur, Danakil, abuse de ralentis et nous montre ce plongeur sous tous les angles, entrecoupé de scènes montrant Elsa sous l'eau de la piscine, sans jamais laisser paraître son visage.

## Supports commerce
- CD monotitre promotionnel format de luxe (taille 33 tours) avec un feuillet signé Jérôme Soligny ou format classique.
  - Piste 1 : Oser   3:35
- Téléchargement légal